# باشگاه فوتبال پاستورز
باشگاه فوتبال پاستورز (معروف به بسکو پاستورز به دلایل حمایت مالی، قبلاً پاستورز یونایتد) یک باشگاه فوتبال حرفه‌ای است که در لایو، سنت وینسنت و گرنادین‌ها واقع شده است.
آنها با قهرمانی در لیگ دسته اول کشور در سال ۲۰۰۹، به لیگ برتر ان‌ال‌ای صعود کردند. این باشگاه از خلیج بوکامنت، در کلیسای سنت پاتریک می‌آید.